# André Noël (journaliste)
Pour les articles homonymes, voir André Noël et Noël (homonymie).
André Noël, né à Montréal en 1953, est un journaliste québécois ainsi qu'un enquêteur et un auteur de romans et d'essais. 
Il a étudié en géographie à l'Université de Montréal et en journalisme à Strasbourg. Après avoir été rédacteur à la Presse canadienne, il est entré à La Presse en 1984. Il a toujours travaillé dans la section des informations générales, où il a mené des enquêtes très variées.
Alors qu'il était journaliste à La Presse, André Noël s'est fait connaître par ses enquêtes sur des dossiers chauds. Trois fois récipiendaire du prix Judith-Jasmin, il a remporté le prix Michener du Gouverneur général et le Concours canadien de journalisme. Il a aussi écrit des essais et des romans. Le professeur et chroniqueur Léo-Paul Lauzon le considérait en 2013 comme le meilleur journaliste d'enquête au Québec.
En 2012, il quitte le journal La Presse et devient enquêteur pour la commission Charbonneau.
Depuis 2018, il publie sur Pivot, un média en ligne québécois.

## Publications
- Co-auteur avec André Cédilot de quelques ouvrages sur le milieu criminel au Québec :
  - André Cédilot et André Noël, Gangsters et mafiosi : cent ans de crime organisé au Québec, Montréal, Les Éditions de l'Homme, 2017, 183 p. (ISBN 978-2-7619-4661-2, présentation en ligne)
  - André Cédilot et André Noël, Mafia inc. : grandeur et misère du clan sicilien au Québec, Montréal, Les Éditions de l'Homme, 2012, 462 p. (ISBN 978-2-7619-3311-7, présentation en ligne)
- Préfacier de l'essai intitulé "Mégantic : une tragédie annoncée", d'Anne-Marie Saint-Cerny paru aux éditions Écosociété, 338 p, 2018,  (ISBN 978-2-89719-422-2)[7]